# Celano
Celano község (comune) Olaszország Abruzzo régiójában, L’Aquila megyében.

## Fekvése
A település a Fucino folyó völgyében fekszik, a megye központi részén. Határai: Aielli, Avezzano, Castelvecchio Subequo, Cerchio, Collarmele, Gagliano Aterno, Luco dei Marsi, Ovindoli, Pescina, San Benedetto dei Marsi, Secinaro és Trasacco.

## Története
Az 1220-as években a lakossága a II. Frigyes császár és a pápák közti ellentétek idején a pápa oldalára állt, ezért lakóit a császár Máltára telepítette. A település a 14-15. században erősödött meg, miután Aragóniai Ferdinánd nápolyi király parancsára egy erődítményt építettek a vidéken.

## Népessége
A népesség számának alakulása:

## Főbb látnivalói
- Castello
- Santa Maria in Valleverde-templom
- Santa Maria delle Grazie-templom
- San Giovanni Battista-templom
- San Michele Arcangelo-templom

## Testvértelepülései
- Żejtun, Málta (2006)